# Settore di sottosezione

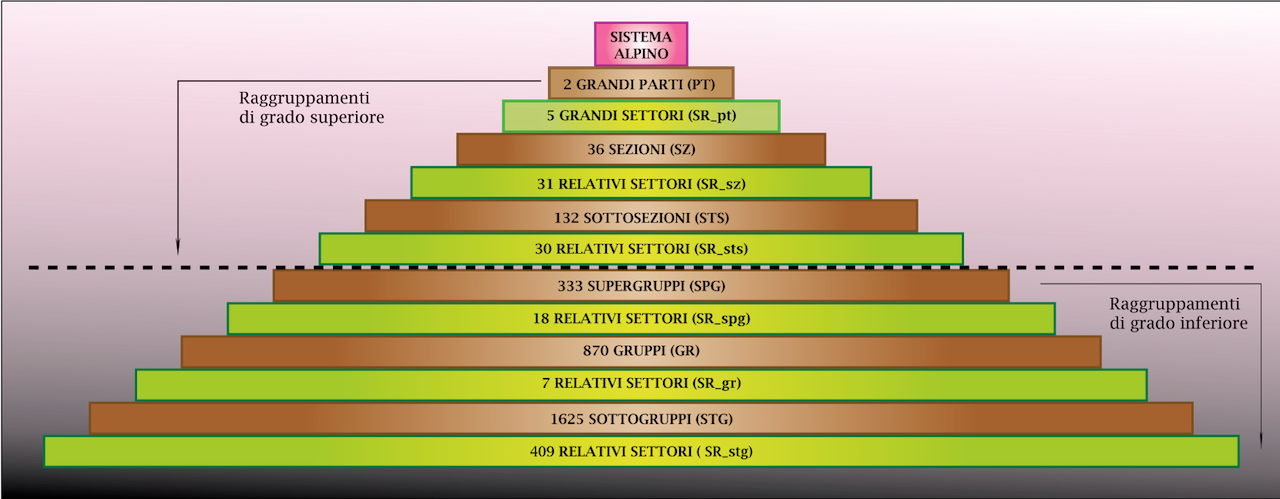
La Piramide SOIUSA, ovvero le varie suddivisioni delle Alpi secondo la SOIUSA.

Con Settore di sottosezione (abbreviato in: SR di STS) si indica un particolare massiccio alpino individuato dalla SOIUSA.
La SOIUSA definisce 132 sottosezioni nella catena alpina. Talvolta per maggiore corrispondenza con altre classificazioni e per maggior rispetto delle varie definizioni dei gruppi alpini inserisce prima della normale suddivisione della sottosezione in supergruppi un'ulteriore suddivisione in settori di sottosezione.

## Elenco
Di seguito viene presentato l'elenco dei trenta settori di sottosezione individuati dalla SOIUSA:
1. Alpi Marittime Orientali (Alpi Marittime)
2. Alpi Marittime Occidentali (Alpi Marittime)
3. Alpi della Vanoise (Alpi della Vanoise e del Grand Arc)
4. Catena Lauzière-Grand Arc (Alpi della Vanoise e del Grand Arc)
5. Alpi Bernesi Orientali (Alpi Bernesi in senso stretto)
6. Alpi Bernesi Centrali (Alpi Bernesi in senso stretto)
7. Alpi Bernesi Occidentali (Alpi Bernesi in senso stretto)
8. Alpi Breonie Orientali (Alpi della Zillertal)
9. Alpi Aurine (Alpi della Zillertal)
10. Alti Tauri Occidentali (Alti Tauri)
11. Alti Tauri Centrali (Alti Tauri)
12. Alti Tauri Orientali (Alti Tauri)
13. Alpi Settentrionali della Gurktal (Alpi della Gurktal)
14. Alpi Meridionali della Gurktal (Alpi della Gurktal)
15. Alpi Occidentali dell'Allgau (Alpi dell'Algovia)
16. Alpi Orientali dell'Allgau (Alpi dell'Algovia)
17. Monti Occidentali del Dachstein (Monti del Dachstein)
18. Monti Orientali del Dachstein (Monti del Dachstein)
19. Prealpi Centrali dell'Alta Austria (Prealpi dell'Alta Austria)
20. Prealpi Orientali dell'Alta Austria (Prealpi dell'Alta Austria)
21. Alpi dell'Ennstal in senso stretto (Alpi dell'Ennstal)
22. Alpi Scistose dell'Ennstal (Alpi dell'Ennstal)
23. Gruppo dell'Hochschwab (Alpi Nord-orientali di Stiria)
24. Alpi della Mürz e del Rax-Schneeberg (Alpi Nord-orientali di Stiria)
25. Catena Carnica Principale (Alpi Carniche)
26. Alpi di Tolmezzo (Alpi Carniche)
27. Dolomiti di Lienz (Alpi della Gail)
28. Alpi della Gail in senso stretto (Alpi della Gail)
29. Alpi Giulie Occidentali (Alpi Giulie)
30. Alpi Giulie Orientali (Alpi Giulie)